# Кейль, Генрих
Генрих Кейль (нем. Gottfried Theodor Heinrich Keil; 25 мая 1822, Грессов — 27 августа 1894, Фридрихрода) — немецкий филолог.

## Биография
Генрих Кейль родился 25 мая 1822 года в Грессове близ Висмара.
Профессор в университетах Эрлангена, затем в Галле. Редактор знаменитой семитомной антологии позднелатинских грамматиков «Grammatici latini» (Лейпциг, 1855—80; общепринятая аббревиатура — GLK), а также нескольких критических изданий античных авторов: «Plinii Secundi Epistolae», «Catonis de agricultura liber» и «Varronis rerum rusticarum libri III» (Лпц., 1882—1884, 1889—1891).
Генрих Кейль умер 27 августа 1894 года в городе Фридрихрода.

## Награды
- Орден Красного орла 4-го класса (18 января 1876, королевство Пруссия)[4]
- Орден Красного орла 2-го класса (1 января 1891, королевство Пруссия)[5]; дубовые листья и цифра 50 к ордену (2 августа 1893)[6]

## Труды
Grammatici latini ex recensione Henrici Keilii. 7 vol., supplementum. Lipsiae, 1855—1880.

Примечание. Полный список вошедших в основной корпус антологии текстов напечатан в седьмом томе (pp. 674-676). 
1. Flavius Sosipater Charisius, Diomedes, Excerpta ex Charisii. Lipsiae, 1857.
2. Prisciani Institutiones grammaticae (pars I). Lipsiae, 1855.
3. Prisciani Institutiones grammaticae (pars II). Prisciani opera minora. Lipsiae, 1859.
4. Probus. Donatus. Servius. Recensuit Theodor Mommsen. Lipsiae, 1859.
5. Artium scriptores minores Lipsiae, 1868 (Cledonius, Pompeius, Palaemon, Asper, Macrobii excerpta, Iulianus, Excerpta et commentarius in Donatum, anonymi varii).
6. Scriptores artis metricae. 2 vols. Lipsiae, 1874 (Marius Victorinus, Terentianus, Rufinus, Caesius Bassus, Atilius Fortunatianus, Censorinus, Marius Plotius Sacerdos, Mallius Theodorus etc.).
7. Scriptores de orthographia. Lipsiae, 1880 (Terentius Scaurus, Velius Longus, Caper et Aegrocius, Cassiodorus, Beda, Albinus, excerpta et fragmenta varia)
8. Supplementum. Anecdota Helvetica in recensioni Hermanni Hageni. Lipsiae, 1880 (Sedulius, Asperus, Petrus, Anonymus Bernensis, Anonymus Einsidlensis et al. anonymi)